# 香港丁組足球聯賽
香港丁組足球聯賽（英文：Hong Kong Fourth Division League）是香港足球總會屬下的第四級別足球聯賽，僅次於香港丙組足球聯賽，成立於1955年，於1956年停辦，首屆及唯一的冠軍是太華。因應主導香港足球改革的《鳳凰計劃》啟動，香港丁組足球聯賽於2012–13年度球季恢復舉辦，有 15 支球隊參加，復辦後首屆冠軍為油尖旺。
因應香港超級聯賽的成立，香港的第四級別足球聯賽於2014–15賽季起改為香港丙組聯賽，香港丁組足球聯賽復辦兩屆後再次停辦。

## 歷史
成立及停辦
1955年，香港足球總會將原有的乙組甲和乙組乙聯賽改組成乙組聯賽、丙組聯賽和丁組聯賽，丁組聯賽成立。當時多支甲組球會均有派隊參加低組別聯賽，擁有最多足球人材的九巴決定不派隊參加丁組，令丁組聯賽成為當時香港足球聯賽唯一沒有甲組球會參與的組別。首屆丁組聯賽冠軍由太華贏得，亞軍則由路政奪得，舉行過一屆後停辦。由於香港足球總會施行聯賽級別改革，開始實施升降制度，甲組球會不再派隊參與低組別聯賽，改為參與新成立的預備組聯賽，令參與低組別球隊大減，丁組聯賽正式停辦。
改革及復辦
2012年，因應香港足球改革「鳳凰計劃」啟動，香港丁組足球聯賽於2012-13年度球季恢復舉辦，原有香港丙組足球聯賽兩組則進行合併。2011–12年丙組聯賽總決賽之第3及第4名，以及丙組（甲）聯賽排名第 3–10 名，以及丙組（地區）聯賽排名第 3–4 名之球隊，於2012–13年球季保留於丙組作賽。至於丙組甲聯賽排名第 11–20 名之球隊及丙組（地區）聯賽排名第5至8名之球隊，則於恢復舉辦的香港丁組足球聯賽作賽，連同重新加入聯賽的淦源與離島，共有15支球隊參加。
香港丁組足球聯賽再一次停辦
2014-2015年球季，因為香港超級聯賽成立，香港丁組足球聯賽升格為香港丙組聯賽，因此香港丁組足球聯賽再一次停辦。暫時未有時間表何時復辦。

## 歷屆冠軍
- 1955–1956年：太華
- 1956–2012年：停辦
- 2012–2013年：油尖旺
- 2013–2014年：西貢
- 2014年至今：停辦

## 外部連結
- 香港足球總會網站